# 5086 Demin
Az 5086 Demin (ideiglenes jelöléssel 1978 RH1) a Naprendszer kisbolygóövében található aszteroida. Nyikolaj Sztyepanovics Csernih fedezte fel 1978. szeptember 5-én.